# Festival Jacques-Brel
Le festival Jacques-Brel est un festival et concours de musique créé en 2000, qui se déroule tous les ans en septembre/octobre à Vesoul, au théâtre Edwige-Feuillère.
C'est un concours de musique qui a pour objectif de faire connaître de jeunes artistes. Ils sont jugés par un jury composé de chanteurs et de musiciens professionnels. 
De nombreuses personnalités ont participé au festival Jacques Brel tels que Liz Cherhal, Manu Galure, Barcella, Nicolas Fraissinet et Ben Mazué,,.

## Historique
La première édition du festival a lieu en 2000. Il a été créé en hommage à Jacques Brel, pour sa composition et son interprétation de la chanson Vesoul. Lors de chaque édition, huit chanteurs ou groupes sont sélectionnés,. A son origine, deux prix sont décernés : le premier prix et le second prix.
En 2003, le premier prix est remporté par Antoine Sahler et le second prix par Wladimir Anselme. Lors de la cinquième édition, le chanteur Batlik remporte le Premier prix.
L'année 2005 voit Lazare gagner le premier prix et Improbable le second prix. Le Niçois Ben Mazué est le lauréat du Premier prix du concours jeunes talents en 2006.
En 2007, Claire Lise et Eddy (la) Gooyatsh remportent respectivement le Premier et le Second Prix du concours. En 2008, le premier prix est remporté par Zed Van Traumat et le second prix par Manu Galure.

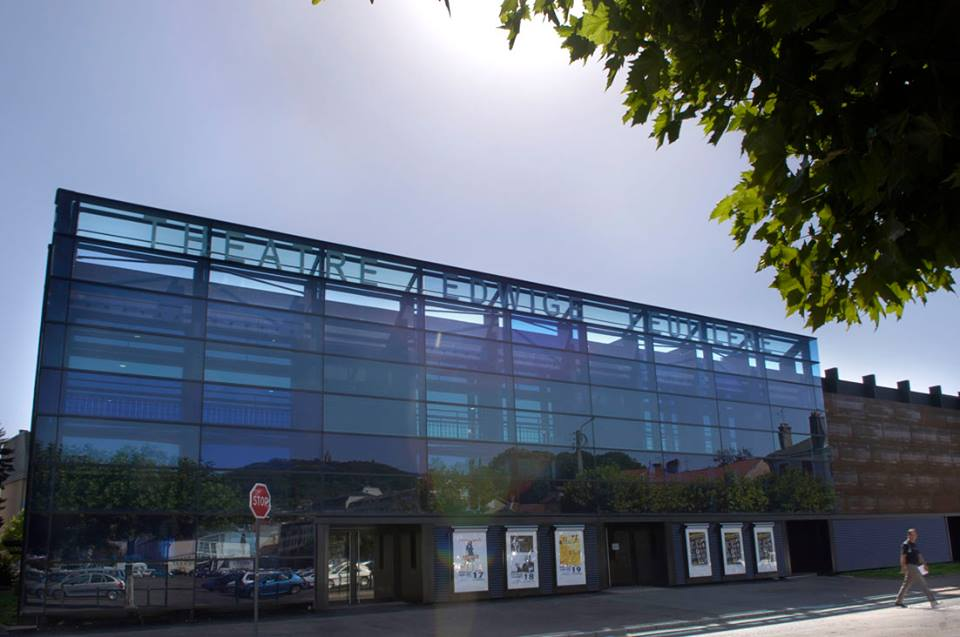
Le théâtre Edwige-Feuillère, établissement où se déroule chaque année les concerts du festival.

L'édition 2014 est parrainée par le chanteur Barcella
En 2015, Sanseverino est le parrain du festival.
Lors de la 17ème édition, Emily Loizeau est marraine de l'édition.
En 2017, le parrain de la dix-huitième édition est Cali.
En 2018, Nico et Ottilie sont les vainqueurs respectifs des premier et second prix. C'est à partir de l'édition de 2018, qu'un nouveau prix est institué : il s'agit du prix du public, décerné par les spectateurs. Ottilie en est la lauréate.

## Organisation

### Liste des éditions
| Numéro de l'édition | Année de l'édition | Date de début et de fin         | Parrain de l'édition | Nombre de concerts | Nombre d'entrées |
| ------------------- | ------------------ | ------------------------------- | -------------------- | ------------------ | ---------------- |
| 1re                 | Édition 2000       |                                 |                      |                    |                  |
| 2e                  | Édition 2001       |                                 |                      |                    |                  |
| 3e                  | Édition 2002       |                                 |                      |                    |                  |
| 4e                  | Édition 2003       |                                 |                      |                    |                  |
| 5e                  | Édition 2004       |                                 |                      |                    |                  |
| 6e                  | Édition 2005       |                                 |                      |                    |                  |
| 7e                  | Édition 2006       |                                 |                      |                    |                  |
| 8e                  | Édition 2007       |                                 |                      |                    |                  |
| 9e                  | Édition 2008       |                                 |                      |                    |                  |
| 10e                 | Édition 2009       |                                 |                      |                    |                  |
| 11e                 | Édition 2010       | 4 au 15 octobre 2010            |                      |                    |                  |
| 12e                 | Édition 2011       |                                 |                      |                    |                  |
| 13e                 | Édition 2012       | 29 septembre au 14 octobre 2012 |                      |                    |                  |
| 14e                 | Édition 2013       | 28 septembre au 12 octobre 2013 |                      |                    |                  |
| 15e                 | Édition 2014       |                                 | Barcella             |                    |                  |
| 16e                 | Édition 2015       | 28 septembre au 10 octobre 2015 | Sanseverino          |                    |                  |
| 17e                 | Édition 2016       | 15 septembre au 8 octobre 2016  | Emily Loizeau        |                    |                  |
| 18e                 | Édition 2017       | 22 septembre au 7 octobre 2017  | Cali                 |                    |                  |
| 19e                 | Édition 2018       | 28 septembre au 16 octobre 2018 | Nicolas Jules        |                    |                  |
| 20e                 | Édition 2019       | 27 septembre au 15 octobre 2019 | Clarika              |                    |                  |
| 21e                 | Édition 2020       | 23 septembre au 14 octobre 2020 | Bertrand Belin       |                    |                  |
| 22e                 | Édition 2021       | 24 septembre au 15 octobre 2021 | Alexis HK            |                    |                  |
| 23e                 | Édition 2022       | 23 septembre au 14 octobre 2022 | Thomas Fersen        |                    |                  |
| 24e                 | Édition 2023       | 23 septembre au 14 octobre 2023 | Arthur H             |                    |                  |
| 25e                 | Édition 2024       | 27 septembre au 18 octobre 2024 |                      |                    |                  |
| 26e                 | Édition 2025       |                                 |                      |                    |                  |

### Les prix
Quatre prix sont décernés au cours du festival :
| Prix                     | Année de création du prix | Jury remettant le prix              |
| ------------------------ | ------------------------- | ----------------------------------- |
| Premier prix             | 2000                      | Jury professionnel et jury jeune    |
| Second prix              | 2000                      | Jury professionnel et jury jeune    |
| Prix du public           | 2018                      | Pas de jury - décerné par le public |
| Prix magazine Francofans | 2024                      | Magazine Francofans                 |

### Palmarès
| Année | Premier prix      | Second prix        | Prix du public    | Prix Francofans |
| ----- | ----------------- | ------------------ | ----------------- | --------------- |
| 2000  |                   |                    |                   |                 |
| 2001  |                   |                    |                   |                 |
| 2002  |                   |                    |                   |                 |
| 2003  | Antoine Sahler    | Wladimir Anselme   |                   |                 |
| 2004  | Batlik            | Yéti               |                   |                 |
| 2005  | Lazare            | Improbable         |                   |                 |
| 2006  | Ben Mazué         | Florent Richard    |                   |                 |
| 2007  | Claire Lise       | Eddy (la) Gooyatsh |                   |                 |
| 2008  | Zed Van Traumat   | Manu Galure        |                   |                 |
| 2009  | Barcella          | Nicolas Fraissinet |                   |                 |
| 2010  | Jeanne Garraud    | Le Larron          |                   |                 |
| 2011  | Évelyne Gallet    | Billie             |                   |                 |
| 2012  | Liz Cherhal       | Clara Yucatan      |                   |                 |
| 2013  | Tony Melvil       | Reno Bistan        |                   |                 |
| 2014  | Laura Cahen       | Boule              |                   |                 |
| 2015  | Dalèle            | Sarah Olivier      |                   |                 |
| 2016  | Barbara Weldens   | La Goutte          |                   |                 |
| 2017  | Erwan Pinard      | Manon Tanguy       |                   |                 |
| 2018  | Ottilie           | Nico               | Ottilie           |                 |
| 2019  | Lombre            | Jack Simard        |                   |                 |
| 2020  | Ben Herbert Larue | Nour               | Ben Herbert Larue |                 |
| 2021  | Orly              | [ibu]              | Orly              |                 |
| 2022  | Jur               | Pandore            | Antoine Hénaut    |                 |
| 2023  | Tachka            | Lou K              | Hélène Piris      |                 |
| 2024  |                   |                    |                   |                 |